# Aragonit

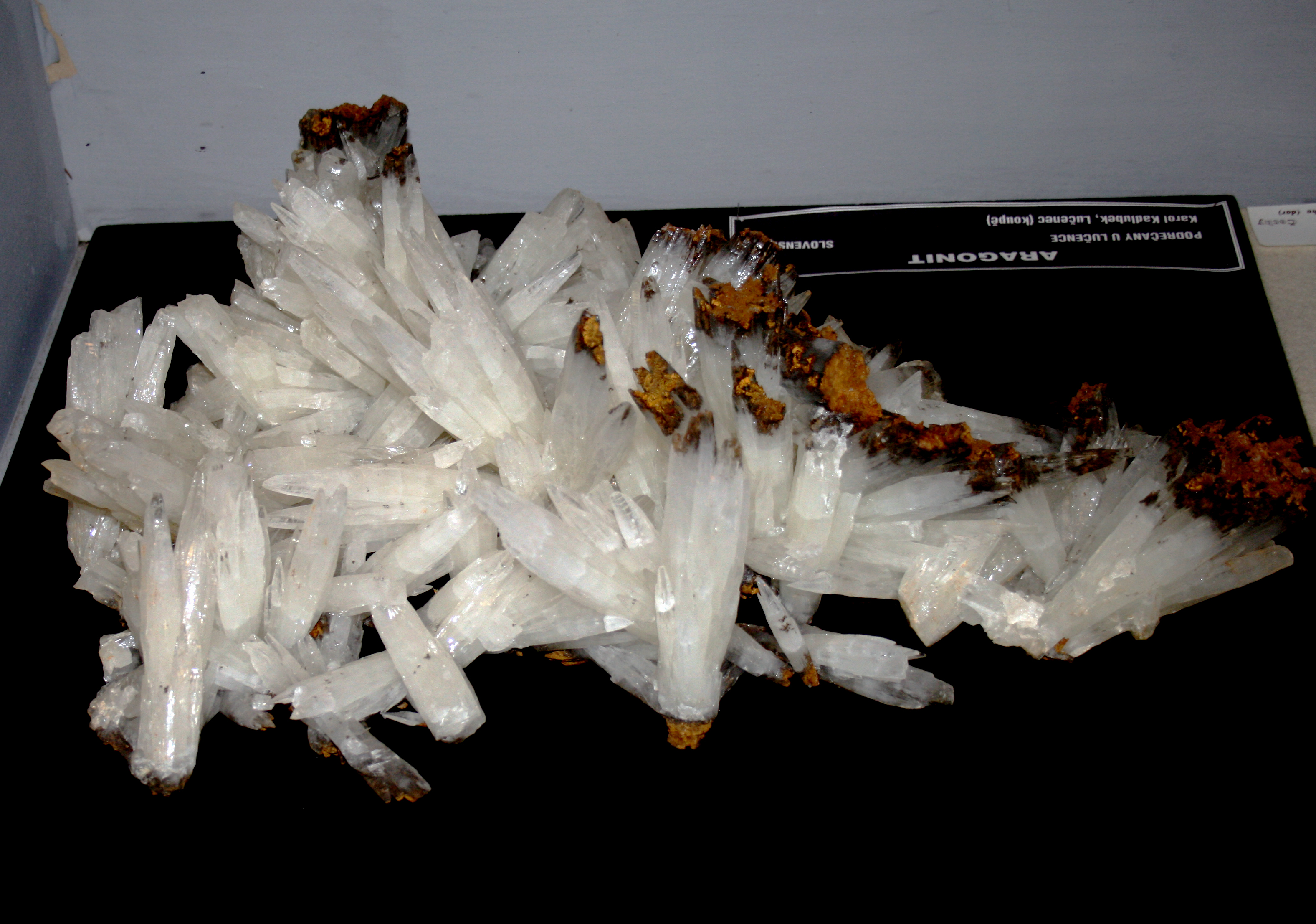
Aragonit ze sbírek Národního muzea Praha, původ ze Slovenska

Aragonit je uhličitan vápenatý, chemický vzorec je CaCO3. Typická barva je bílá, šedá, modravá, žlutobílá. Název poprvé použil Werner roku 1796 podle místa původu, uznán IMA. Soustava je ortorombická (kosočtverečná) – 2/m 2/m 2/m. Systematické zařazení podle Strunze je 5/B.04-10, skupina aragonitu, bezvodé uhličitany.

## Vznik
Aragonit vzniká při nízkoteplotních a připovrchových podmínkách, je pozdním minerálem hydrotermálních ložisek a epitermálních žil, hojný je na termálních pramenech a gejzírech. Vzniká při rozkladu vápenatých čedičů a jejich láv autohydratací. Recentní je v sedimentech či je přítomen jako složka krápníků.
Podmínky vzniku aragonitu:
- pomalé prosakování a vzlínání vody
- pomalý rovnovážný únik CO2 z roztoku
- přítomnost okrů po zvětrávání ankeritu (regulátor vlhkosti vzduchu)
- přítomnost kationtů stroncia (Sr), manganu (Mn) a železa (Fe)

## Morfologie
Tvoří krátce či dlouze prismatické krystaly, sloupcovité či vláknité krystaly, tvoří stébelnaté, pizolitické (hrachovec) či vřídlovcovité (vřídlovec) agregáty. Jsou známy dvojčaté srůsty dle [110], ojediněle je znám srůst tří krystalů, čímž vzniká pseudohexagonální vzhled.

## Vlastnosti

### Krystalografie
Aragonit krystaluje v rombické soustavě – ortorombická dipyramida 2/m 2/m 2/m, grupa P mcn. Rozměry buňky: a=4,959, b=7,968, c=5,741, Z=4, 2V=18–19°. Při teplotě nad 400 °C přechází v kalcit.

### Fyzikální vlastnosti
Tvrdost 3,5–4 (Mo), hustota 2,94 g/cm3. Štěpnost je zřetelná podle {010}. Není radioaktivní, má lasturnatý lom. Diamagnetický.

### Optické vlastnosti
Barvy je bílé, šedé, žlutobílé, nazelenalý, načervenalý, žlutobílý, modravý, fialový, též bezbarvý. Je průhledný až průsvitný, pleochroismus není znám, je termoluminiscenční. Vryp bílý či bezbarvý. Lesk skelný na plochách krystalů, smolný na lomových plochách.

### Chemické vlastnosti
Procentuální zastoupení prvků
- Ca 40,04 %
- C 12,00 %
- O 47,96 %
- příměsi Sr, Pb, Zn

## Odrůdy
Mossottit s příměsí Sr, nicholsonit se zinkem, tarnowicit s olovem, vřídlovec, hrachovec, železný květ, onyxový mramor či zeiringit.

## Příbuzné minerály
Ze skupiny aragonitu – stronciantit, witherit, cerusit, alstonit, barytokalcit, olekminskit, paralstonit.

## Parageneze
V gosanech s kalcitem, cerusitem, limonitem, malachitem, na autohydratačních žilách s dolomitem, kalcitem, hydromagnezitem, artinitem, brucitem, na hydrotermálních žilách s galenitem, fluoritem, wulfenitem.

## Využití
Aragonit nemá praktické využití, je ale ceněným sběratelským minerálem. Odrůda onyxový mramor bývá používána jako ozdobný minerál či je broušena jako kabošon. Onyx může být použit jako dekorace, nejčastěji v podobě obrazu či onyxové stěny (viz Vila Tugendhat). V dnešní době bývají pláty podsvíceny, aby plně vynikla kresba kamene.

## Naleziště
Česká republika
- Příbram
- Hořenec u Bíliny
- Hřídelec u Nové Paky
- Valeč
- Všechlapy

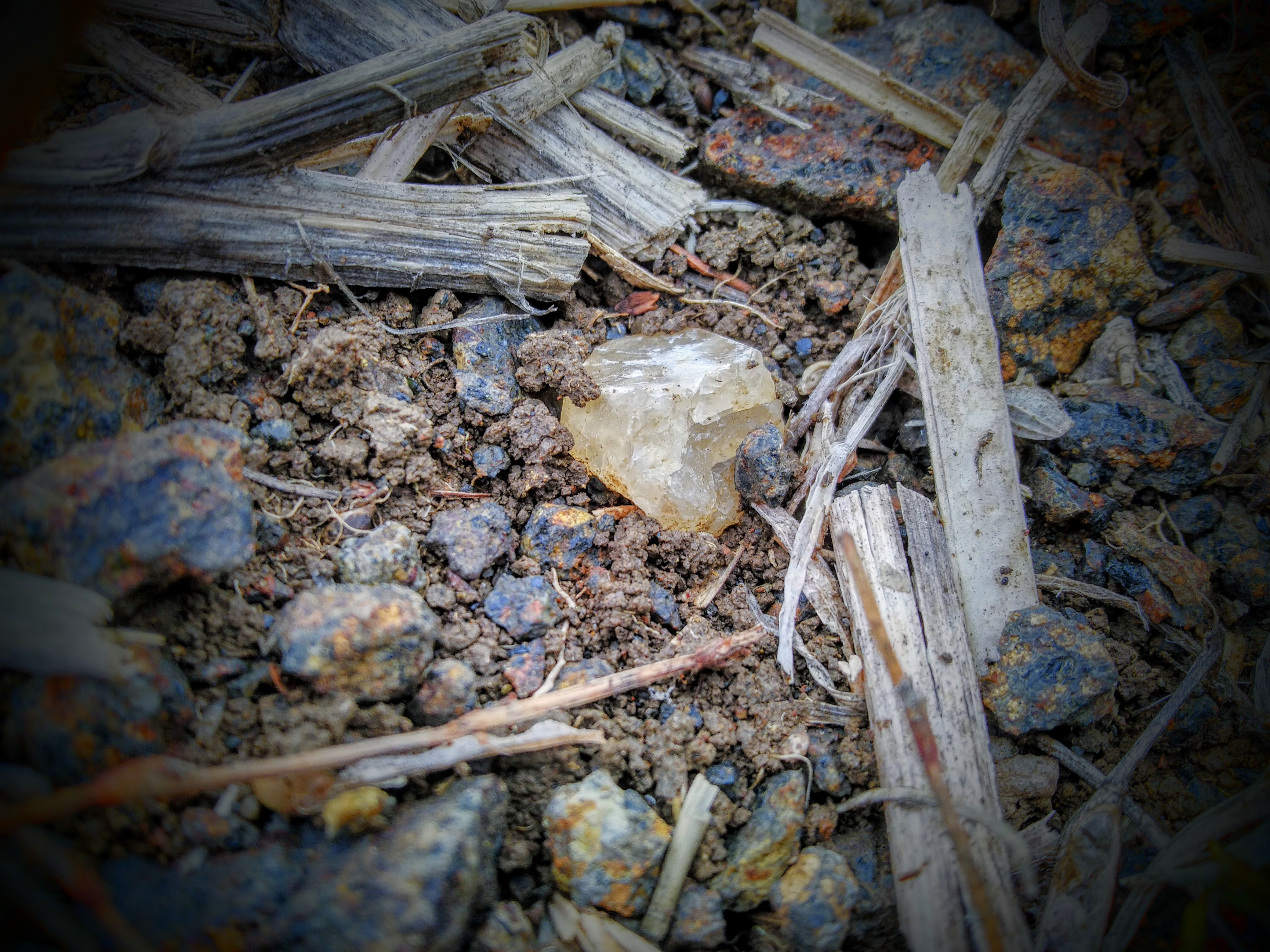
Krystal aragonitu nalezený při polním sběru u PR Číčov (Hořenec)

- Hranice - Zbrašovské aragonitové jeskyně

Slovensko
- Špania Dolina
- Hajnačka
- Dobšiná
- Podrečany
- Ochtinská aragonitová jeskyně

Evropa
- Werfen, Leogang, Hüttenberg – Rakousko
- Leadhills – Skotsko
- Cumberland – Anglie
- Erzberg, Ilfeld, Eisleben, Wiederstädt – Německo
- Rancié, Framont, VIchy, Saint-Nectair, Bastennes, Dax, Pouillon – Francie
- Guleman – Turecko
- Molina de Aragon – Španělsko
- Racalmut, Ciancian, Agrigento, Vesuv – Itálie
- Tarnobrzeg – Polsko
- Raad – Norsko

Afrika
- Tsumeb – Namibie
- Tazoula – Maroko

Asie

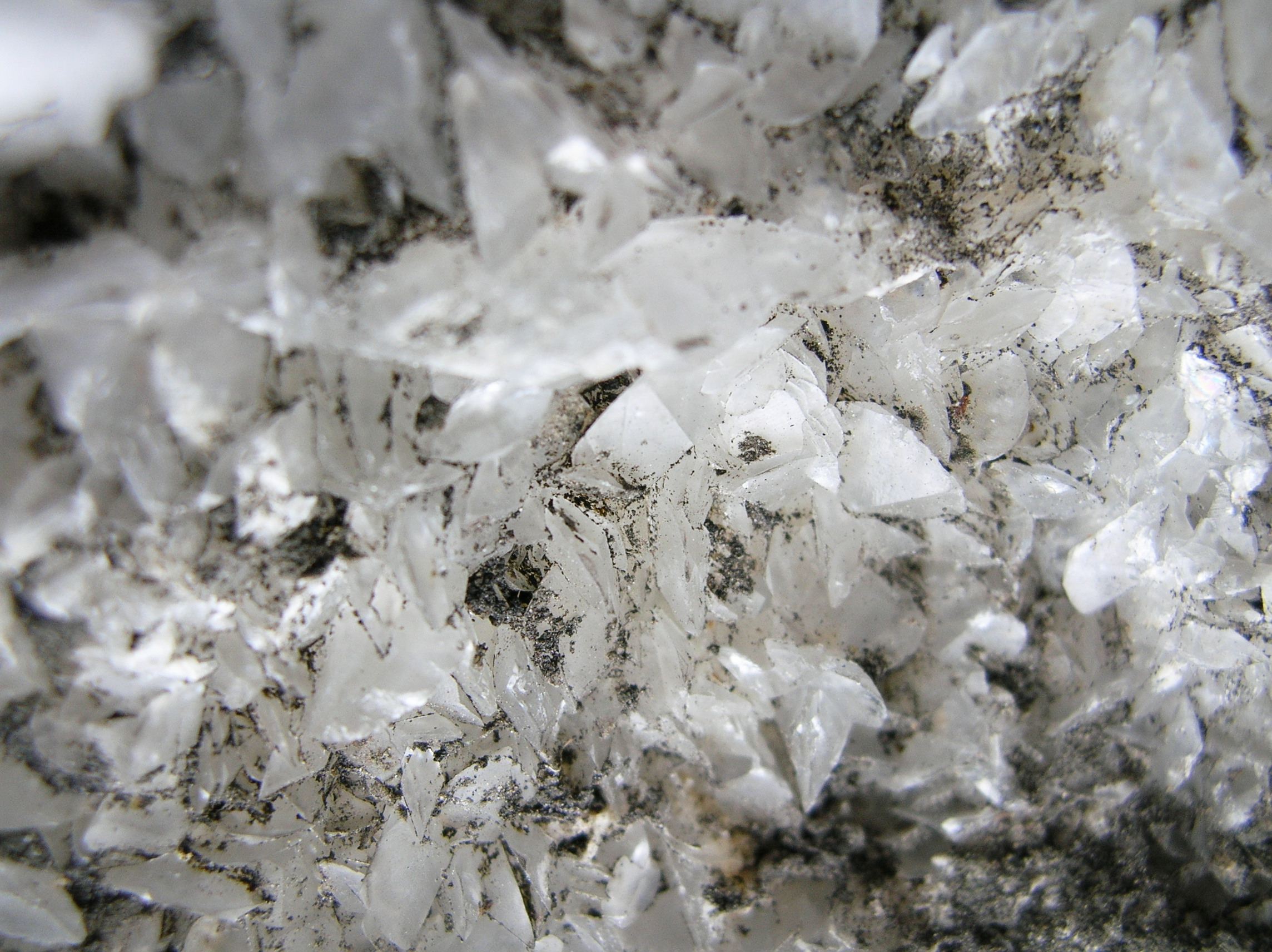
Aragonit, lokalita Jin-yama, Japonsko

- Takasegawa, Ota (prefektura Shimane) – Japonsko

Amerika
- Magdalena, Kelly (Socorro Co.) – Mexiko
- Leadvill (Colorado), Grand Deposit Mine (Arizona), White Pine (Nevada), Morro Bay (Kalifornie) – USA

- Corocoro, Huanchaca, Cobrizos Mine – Bolívie
- Santa Rosa mine, Quebrada Blanca mine – Chile

Austrálie
- Burra Burra mine, Cape Grim, Mt. Bischoff, Ridge Road quarry